# Backsteinbauwerke der Gotik/Verteilung in Schweden (f. Mobilg.)
Dies ist die nicht-interaktive Version der Verteilungskarte zur Liste der Backsteinbauwerke der Gotik in Schweden

(Die interaktive Version ist Teil des Listenartikels).  

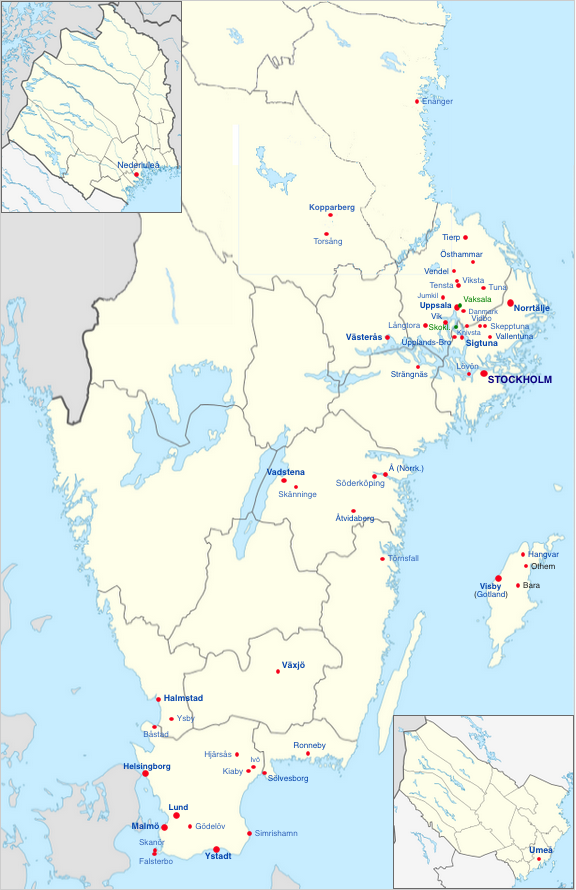
Orte mit gotischen Backsteinbauten in Schweden:
Kleine Karten in kleinerem Maßstab in Nordschweden:
oben links – Norrbotten
unten rechts – Västerbotten